# Радов, Георгий Афанасьевич

Генерал-майор Георгий Радов

Гео́ргий Афана́сьевич Ра́дов (2 февраля 1949, Сухой Лог, Свердловская область, РСФСР, СССР — 27 июня 1999, Киев, Украина) — украинский и советский правовед, учёный-пенитенциарист, доктор философии, кандидат юридических наук (с 1984), заслуженный юрист Украины (с 1999). Генерал-майор внутренней службы.
Основатель и первый президент Украинского фонда содействия пенитенциарным реформам им. Дж. Говарда (1993).

## Биография
Выпускник Омской высшей школы МВД СССР 1977 года. В 1969—1979 работал на должностях оперативно-командного состава в учреждениях исполнения наказаний МВД СССР.
В 1979—1982 — адъюнкт Киевской высшей школы МВД СССР.
В 1982—1988 — на преподавательской работе в Омской высшей школе МВД СССР.
С 1988 руководил кафедрой исправительно-трудового права и организации режима Киевского филиала Всесоюзного института повышения квалификации руководящих работников исправительно-трудовых учреждений МВД СССР.
В 1992—1994 — заведующий отделом аппарата Совета национальной безопасности и обороны Украины.
С 1995 — ректор, а с 1999 — первый проректор Киевского института внутренних дел при Национальной академии внутренних дел Украины.
В 1991 принимал участие в работе VIII Международного конгресса ООН по проблемам борьбы с преступностью, возглавлял координационное бюро по проблемам уголовно—исполнительного права Академии правовых наук Украины (1997—1999).
Основатель и главный редактор научного бюллетеня «Проблемы пенитенциарной теории и практики» (1996—1999).

## Научная деятельность
Исследовал проблемы уголовно—исполнительного права, теории и истории пенитенциарии, пенитенциарной политики, теории и практики реформирования уголовно—исполнительной системы, реализации международно-правовых норм в национальном законодательстве Украины.

## Основные труды
- «Пенитенциарная идея. Мысли на тему» (1997),
- «Педагогические основы ресоциализации преступников» (в соавторстве) (1997),
- «Роль и место пенитенциарной системы в структуре государственного управления Украины» (1997),
- "Доктринальная модель закона «О пенитенциарной системе Украины» (1997),
- «Хрестоматия по истории пенитенциарной системы Украины» (т. 1-2, 1998).